# Huai'an (Zhangjiakou)
Huai'an (en chino, 怀安; pinyin, Huái'ān) es un condado  bajo la administración directa de la Prefectura Zhangjiakou en la Provincia de Hebei, República Popular China.  Su área es de 1697 km² y su población total para 2010 superó los 210 mil habitantes. 

## Administración
Desde julio de 2021, el  Condado Huai’an se divide en 11 pueblos que se administran en 4 poblados y 7  villas.

## Toponimia
El topónimo Huai'an [/juái-án/] significa 'agradecer en paz' y viene de la frase 'El pueblo, agradecido, vive en paz' (百姓怀恩而安 Bǎixìng Huáiēn érān) . En la dinastía Tang (822), tomando el significado de «El gobierno imperial implementa políticas benevolentes, y el pueblo, agradecido, vive en paz», se creó el condado de Huai'an .